# Ted Elliott
Ted Elliott é um escritor estadunidense e líder sindical. Junto com seu sócio Terry Rossio, Elliott escreveu alguns dos filmes americanos mais bem sucedidos dos últimos 15 anos, incluindo Aladdin, Pirates of the Caribbean, e Shrek. Em 2004, foi eleito para o quadro de diretores do Writers Guild of America; cuja função terminou em 2006. É também co-produtor, junto com Terry Rossio, do Wordplay, também conhecido como Wordplayer.com, um dos principais sites de roteiros na Internet.
Em 2015, Elliott concorreu a presidência do Writers Guild of America, mas perdeu para o escritor de animação Patric Verrone.

## Prêmios e nomeações
- 2004 - Nomeado para o Prêmio Hugo por melhor apresentação dramática por Pirates of the Caribbean: The Curse of the Black Pearl.
- 2003 - Nomeado para o Prêmio Bram Stoker de melhor roteiro por Pirates of the Caribbean: The Curse of the Black Pearl.
- 2002 - Nomeado para o Prêmio Nebula por melhor script por Shrek.
- 2001 - Nomeado para o Oscar de melhor roteiro adaptado por Shrek.

## Filmografia (lista parcial)
- 2011 – Pirates of the Caribbean: On Stranger Tides (roteirista).
- 2007 – Pirates of the Caribbean: At World's End (roteirista).
- 2006 – Pirates of the Caribbean: Dead Man's Chest (roteirista).
- 2005 – The Legend of Zorro (roteiro original).
- 2005 – Instant Karma (produtor).
- 2003 – Sinbad - A Lenda dos Sete Mares (consultor/conselheiro).
- 2003 – Pirates of the Caribbean: The Curse of the Black Pearl (roteirista).
- 2001 – Shrek (co-produtor/roteirista).
- 2000 – O Caminho para El Dorado (roteirista).
- 1998 – Pequenos Guerreiros (roteirista).
- 1998 – Godzilla (roteiro adaptado).
- 1998 – Antz (consultor/conselheiro).
- 1998 – The Mask of Zorro (roteirista).
- 1994 – The Puppet Masters (roteirista).
- 1992 – Aladdin (roteirista).
- 1989 – Little Monsters (roteirista).